# Société réunionnaise des produits pétroliers
La Société réunionnaise des produits pétroliers, ou SRPP, est l'entreprise qui détient le monopole légal de l'importation des produits pétroliers sur l'île de La Réunion, un département d'outre-mer français dans le sud-ouest de l'océan Indien. Livrée par le port de la Pointe des Galets, elle opère depuis la commune du Port, d'où sont desservies l'ensemble des stations-services du territoire.